# Вулиця Ківерцівська (Луцьк)
Вулиця Ківерцівська — магістральна вулиця на межі трьох житлових районів Луцька —  Гущі, Завокзального і Вишкова. Бере початок на роздоріжжі з вулицями  Стрілецькою,  Набережною і  Героїв УПА і прямує в північно-східному напрямку, де вливається в Автошлях Р 14. 

## Історія
Вулиця почала забудовуватись в 1930-х роках на місці колишньої колонії Лідавка, через що й отримала назву — Лідавська. У селі Вишків вулицю називали Ківерцівською, а після приєднання в 1957 році Вишкова до Луцька вулицю назвали Гвардійською. Теперішню назву вулиця отримала в 1991 році.

## Будівлі та установи

### Підприємства
- Луцький ремонтний завод «Мотор» — вулиця Ківерцівська, 3 [1]

### Торгівля
- Магазин відеообладнання «Дядько-ІТ» — вулиця Ківерцівська, 7.а